# Karel Hlušička
Karel Hlušička (25. srpna 1924 Praha – 10. listopadu 2016 Praha) byl český herec a rozhlasový režisér.
Za okupace byl přijat na pražskou konzervatoř, ale ke studiu nenastoupil, protože byl totálně nasazen v továrně na letecké přístroje. V květnu 1945 se aktivně zúčastnil Pražského povstání. Po válce vstoupil do komunistické strany.
Po absolutoriu studia herectví na brněnské konzervatoři byl v letech 1949–1959 v angažmá v divadle v Českých Budějovicích, kde se začal věnovat i režii. Poté byl od roku 1959 dlouholetým členem činohry libeňského Divadla S. K. Neumanna (dnešní Divadlo pod Palmovkou).
Jednalo se také o úspěšného režiséra rozhlasových her.
V 60. letech byl ženatý s Marií Krejčovou, s níž měl dvě děti. Později žil až do své smrti s bývalou primabalerinou a současnou choreografkou Libuší Královou.